# گنبددندان

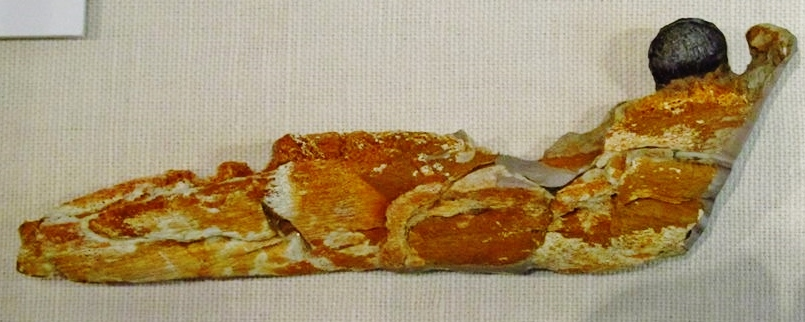
فسیل گنبددندان

گنبددندان(نام علمی: Tholodus) نام یک سرده از رده خزندگان است.